# Lengtecontractie

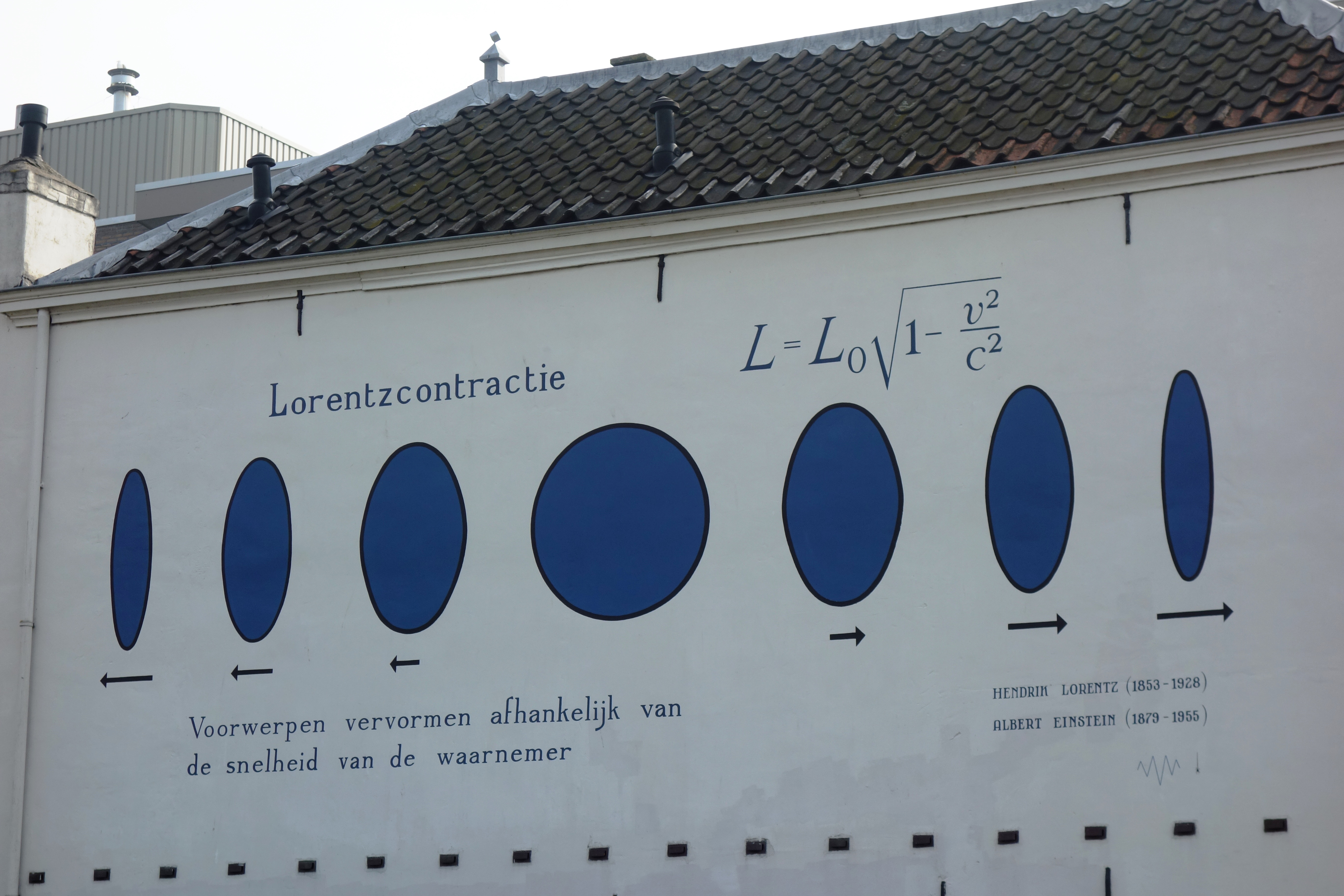
Muur in Leiden met de formule voor de lengtecontractie

Wanneer twee objecten ten opzichte van elkaar in beweging zijn, nemen ze elkaar qua lengte korter waar dan ze bij stilstand zouden doen. Dit fenomeen is waarneembaar bij zeer hoge snelheden, die de lichtsnelheid benaderen. Het wordt lengtecontractie, lorentzcontractie, Lorentz-Fitzgeraldcontractie of lengtekrimp  genoemd en is een eigenschap van de lorentztransformatie. Contractie betekent samentrekking.
Als een voorwerp dat bij stilstand een lengte {\displaystyle l_{0}} heeft, beweegt met een snelheid {\displaystyle v} ten opzichte van een waarnemer, lijkt het alsof dat voorwerp een iets kortere lengte {\displaystyle l} heeft, met
{\displaystyle l=l_{0}{\sqrt {1-{\frac {v^{2}}{c^{2}}}\ }}={\frac {l_{0}}{\gamma }}}
met {\displaystyle \gamma } de lorentzfactor.
De lengtecontractie wordt vaak van de tijddilatatie afgeleid. Beide fenomenen zijn een gevolg van de speciale relativiteitstheorie. De lengtecontractie kan ook rechtstreeks worden afgeleid uit de formules voor de lorentztransformatie.
Er staan op verschillende muren in Leiden natuurkundige formules, waaronder ook die voor de lengtecontractie.

## Waarnemen van de lengte van een bewegend object
Als een lichaam ten opzichte van een waarnemer beweegt is de waargenomen lengte ervan, gemeten in de richting van de relatieve snelheid, de afstand voor de waarnemer tussen de uiteinden van het lichaam. Daarbij wordt verondersteld dat de waarnemer de plaats van de beide uiteinden op een bepaald moment gelijktijdig kan registreren. Dit kan door met een klok op een plaats de tijd dat het ene uiteinde voorbij komt te registreren en synchrone klokken te laten registreren dat het andere uiteinde op hetzelfde moment daar voorbij komt. De waargenomen lengte is dus de afstand gemeten in het inertiaalstelsel van de waarnemer. De lengtecontractie is het verschijnsel dat de afstand tussen twee plaatsen in een gegeven inertiaalstelsel kleiner is dan in een ander inertiaalstelsel, waarbij beide inertiaalstelsels ten opzichte van elkaar in beweging zijn.

## Speciale relativiteitstheorie
Tijddilatatie en rustmassa, of omgekeerd relativistische massa, zijn twee begrippen uit de speciale relativiteitstheorie, die met de lengtecontractie in verband staan.
Een ruimtevaarder kan met een snelheid, die bijna de lichtsnelheid is, in principe bijvoorbeeld 100 lichtjaar afleggen en toch maar een jaar ouder worden. De reis duurt in een inertiaalstelsel waarin de hemellichamen in de omgeving niet zo snel bewegen meer dan 100 jaar, maar in het ruimteschip gaat de tijd door de tijddilatatie veel langzamer. Men kan het ook zo bekijken dat door de lengtecontractie van de ruimte om hem heen de reisafstand voor de ruimtevaarder veel korter is dan 100 lichtjaar.
De massa van een lichaam hangt in de speciale relativiteitstheorie af van de snelheid van dat lichaam ten opzichte van de waarnemer. De massa wordt bij een toenemende snelheid ten opzichte van de waarnemer groter en is wanneer het lichaam ten opzichte van de waarnemer stilstaat de rustmassa. 